# Canale San Donato

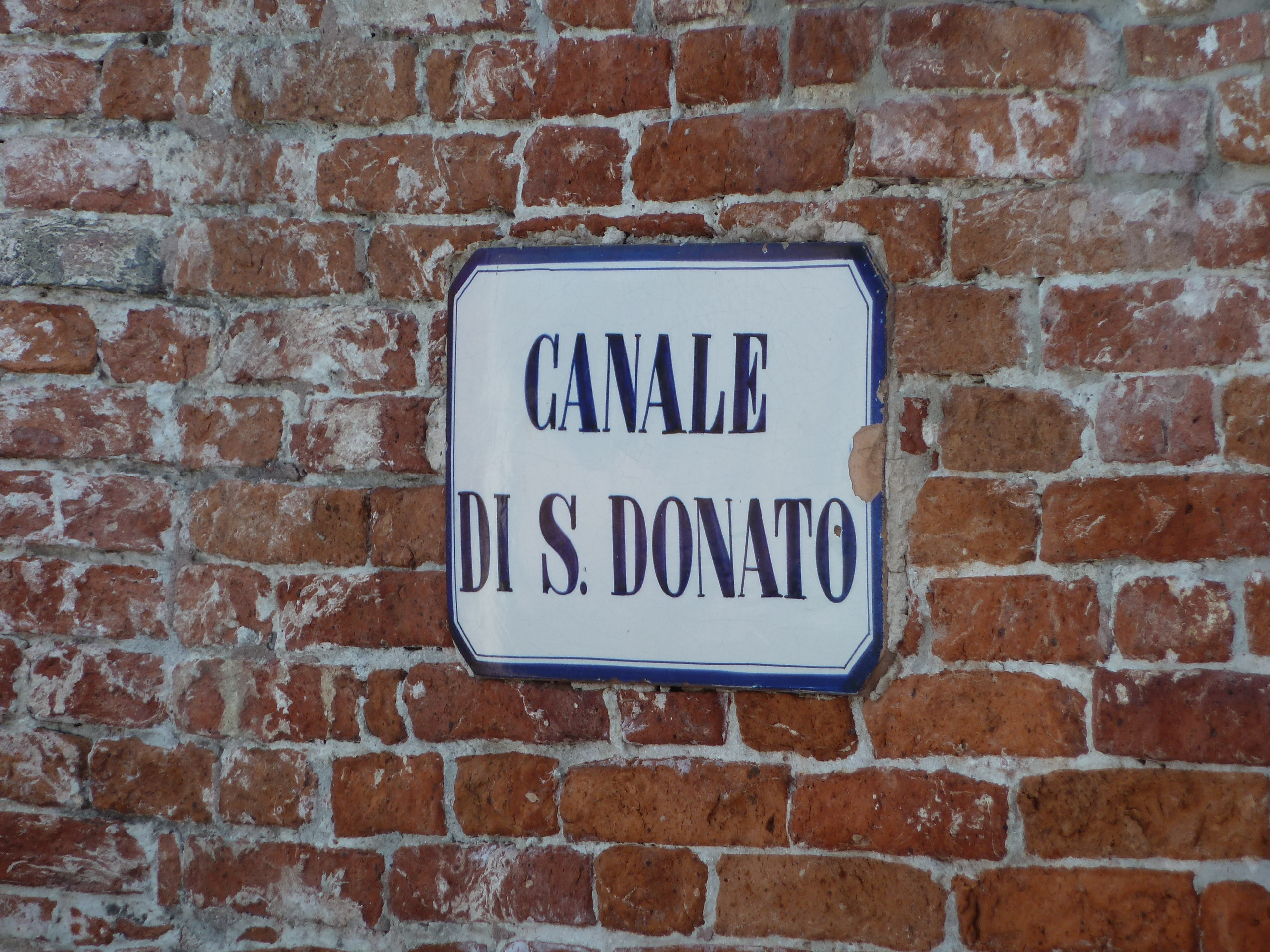

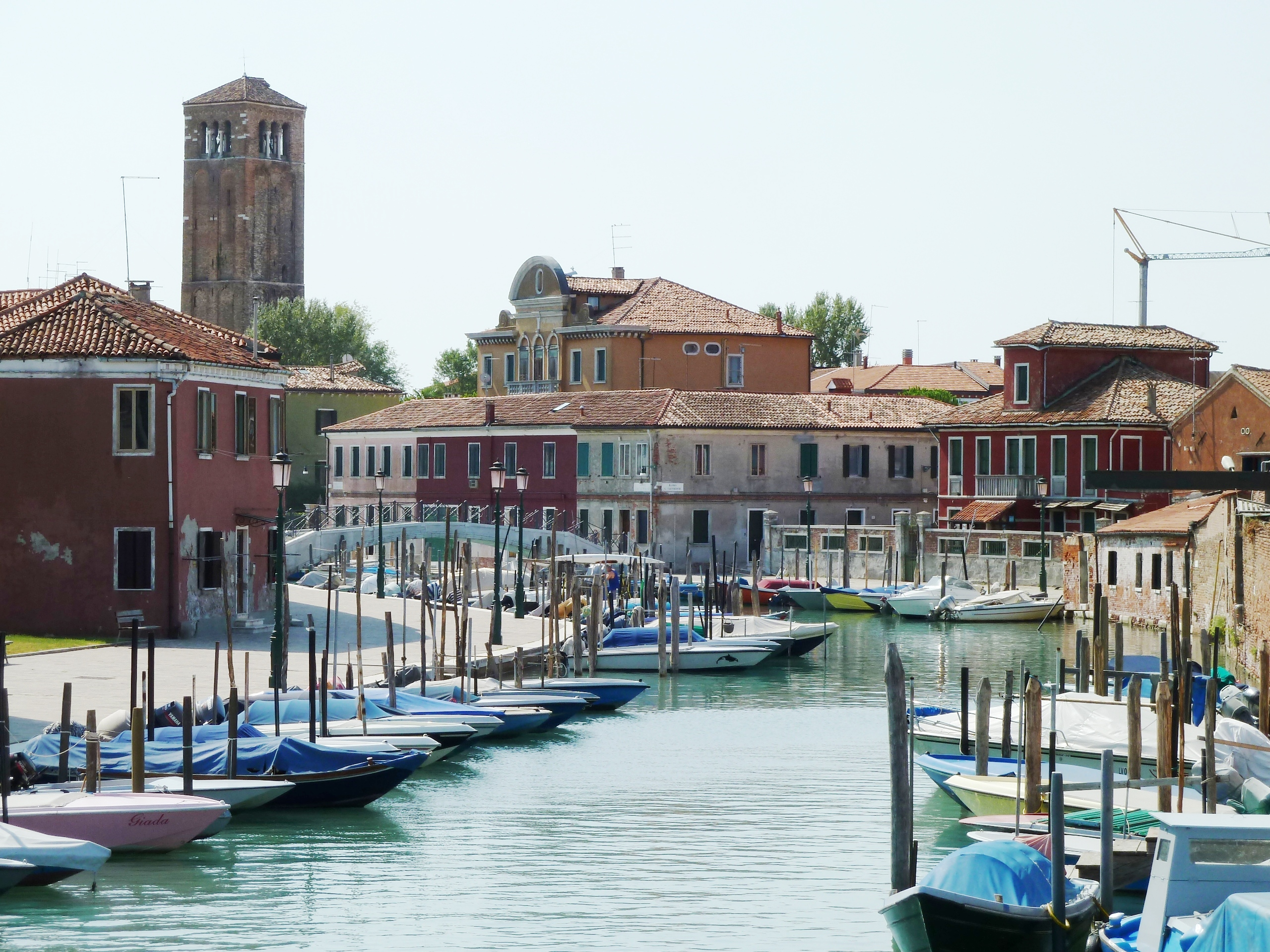
Le canal vu du nord

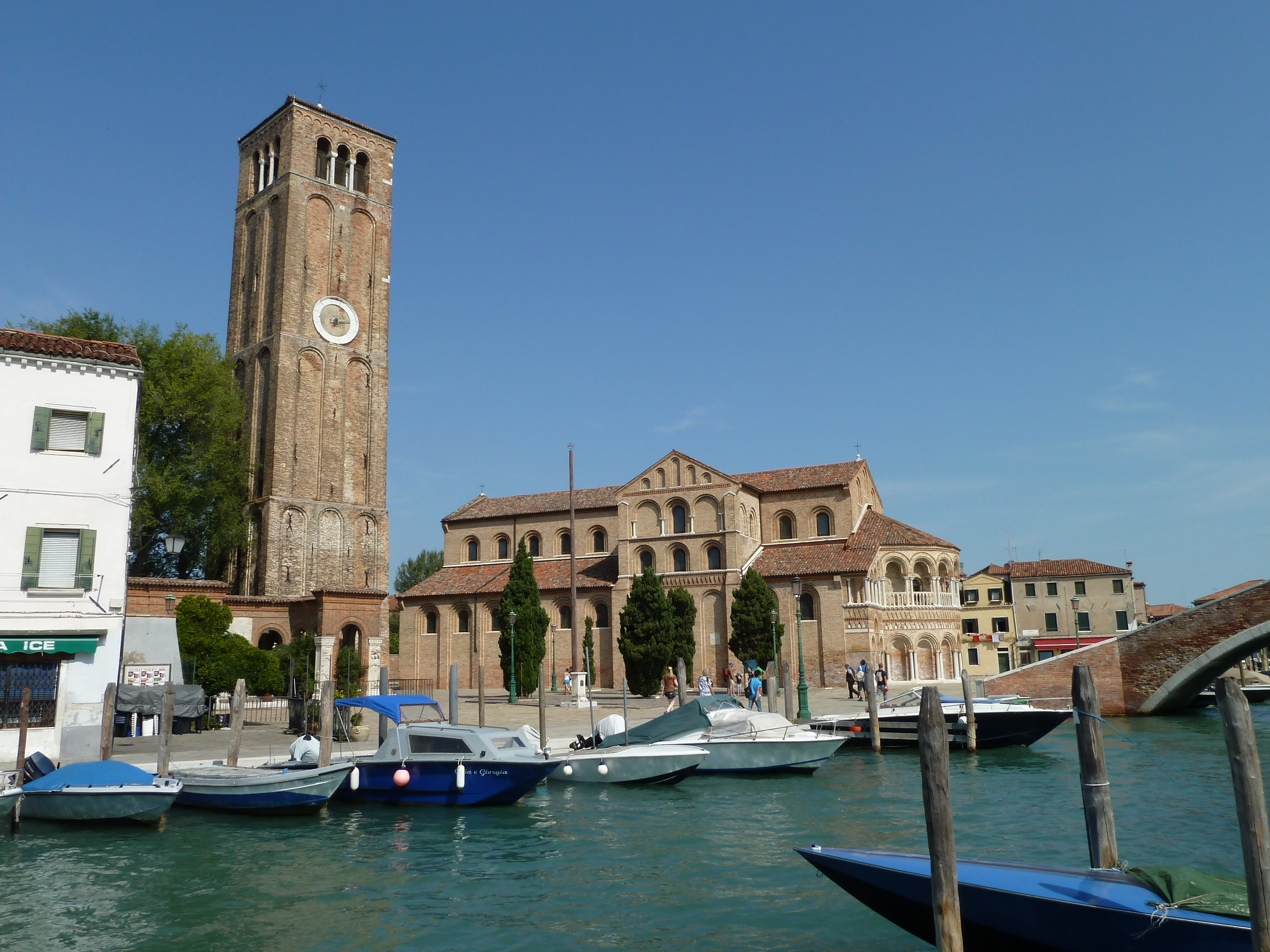
Canal, pont et basilique éponymes

Le Canale di San Donato (canal de Saint-Donatien) est un canal lagunaire de l'île de Murano.

## Description
Ce canal prolonge le canale San Giovanni vers le nord. Il va rencontrer le rio San Matteo sur son flanc est et en fin de course, il bifurque vers l'est dans le canale San Mattia et vers le nord dans le canale Zenobio.
Ce canal a une longueur d'environ 700 mètres et une largeur entre 15 et 25 mètres. 
Ce canal est bordé par quelques monuments remarquables, tels la Basilique Santi Maria e Donato, la Ca' Giustinian, l'ancien monastère de San Martino, le Ca' Trevisan, le Ca' Pesaro-Pavanello, le Palais Cappello, la Casa Tiepolo. Plus vers le nord, le long du Fondamenta Sebastiano Santi se trouve encore le Palais Foscari-Demitri, le palazzetto Barovier et l'ancien monastère des Santi Giuseppe e Teresa. À ses confins septentrional se trouve enfin l'ancien monastère San Mattia et la chapelle du béat Daniele de Ungrispach.

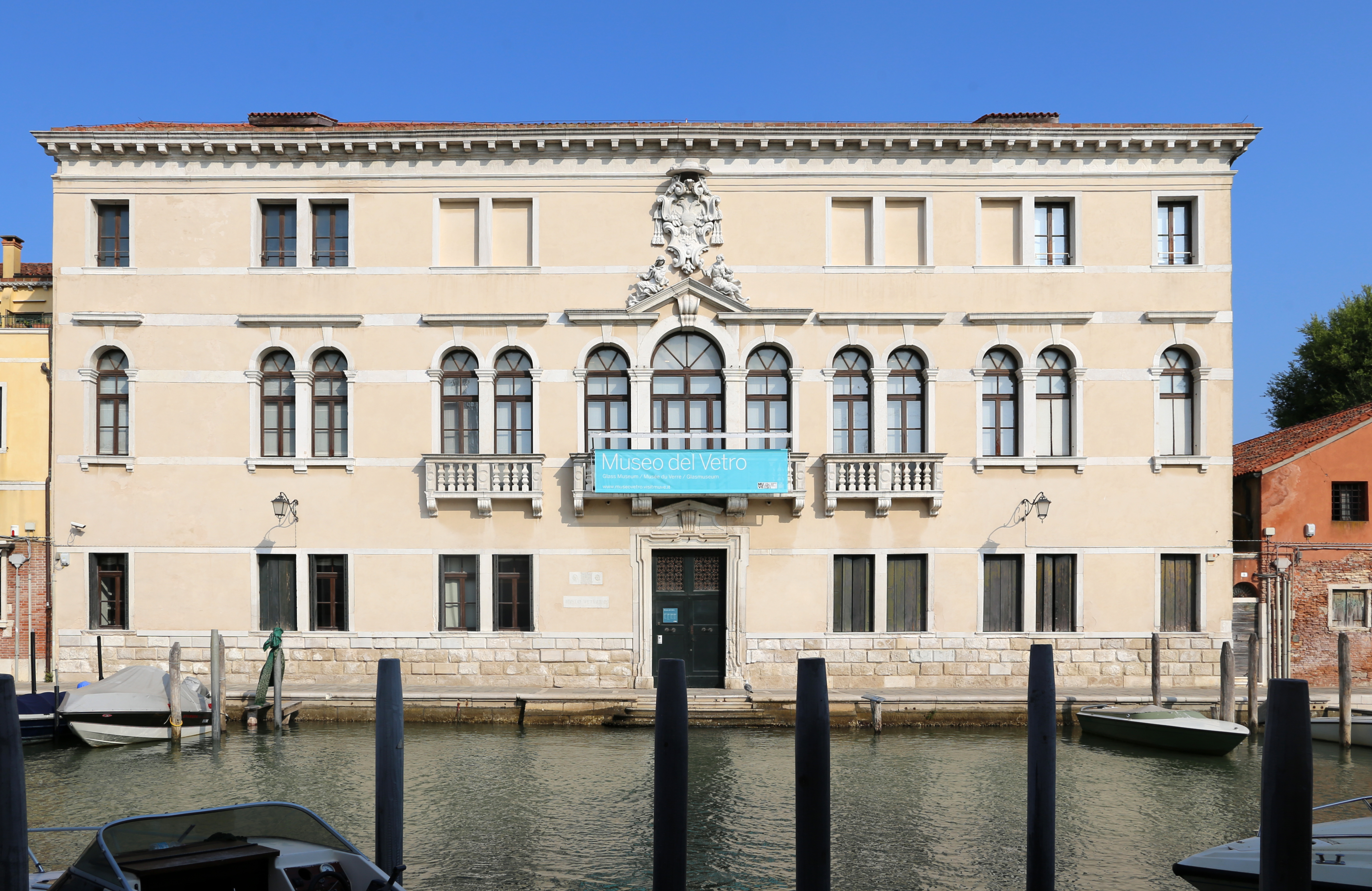
Ca' Giustinian contenant le Musée du Verre
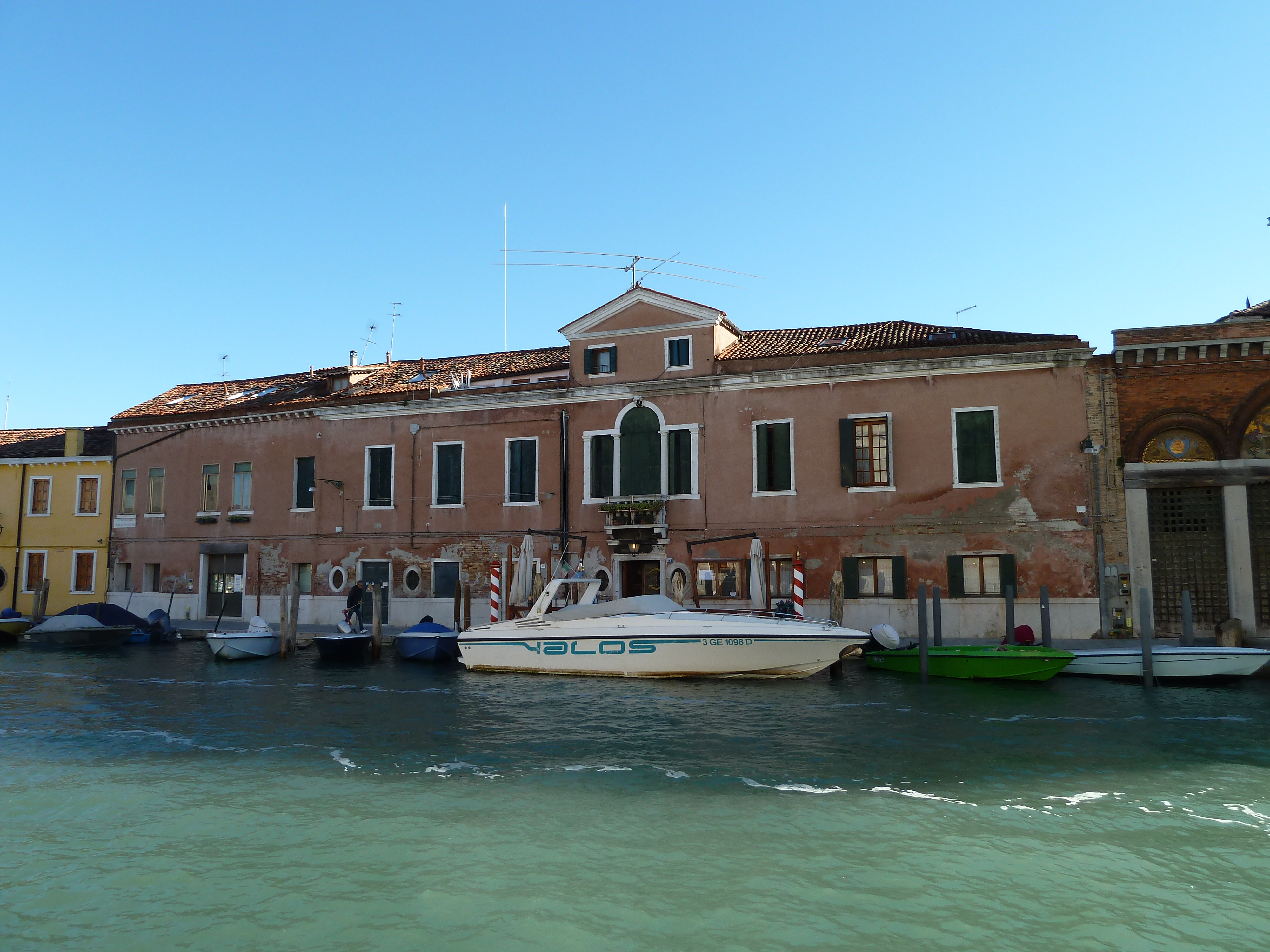
Ancien monastère de San Martino
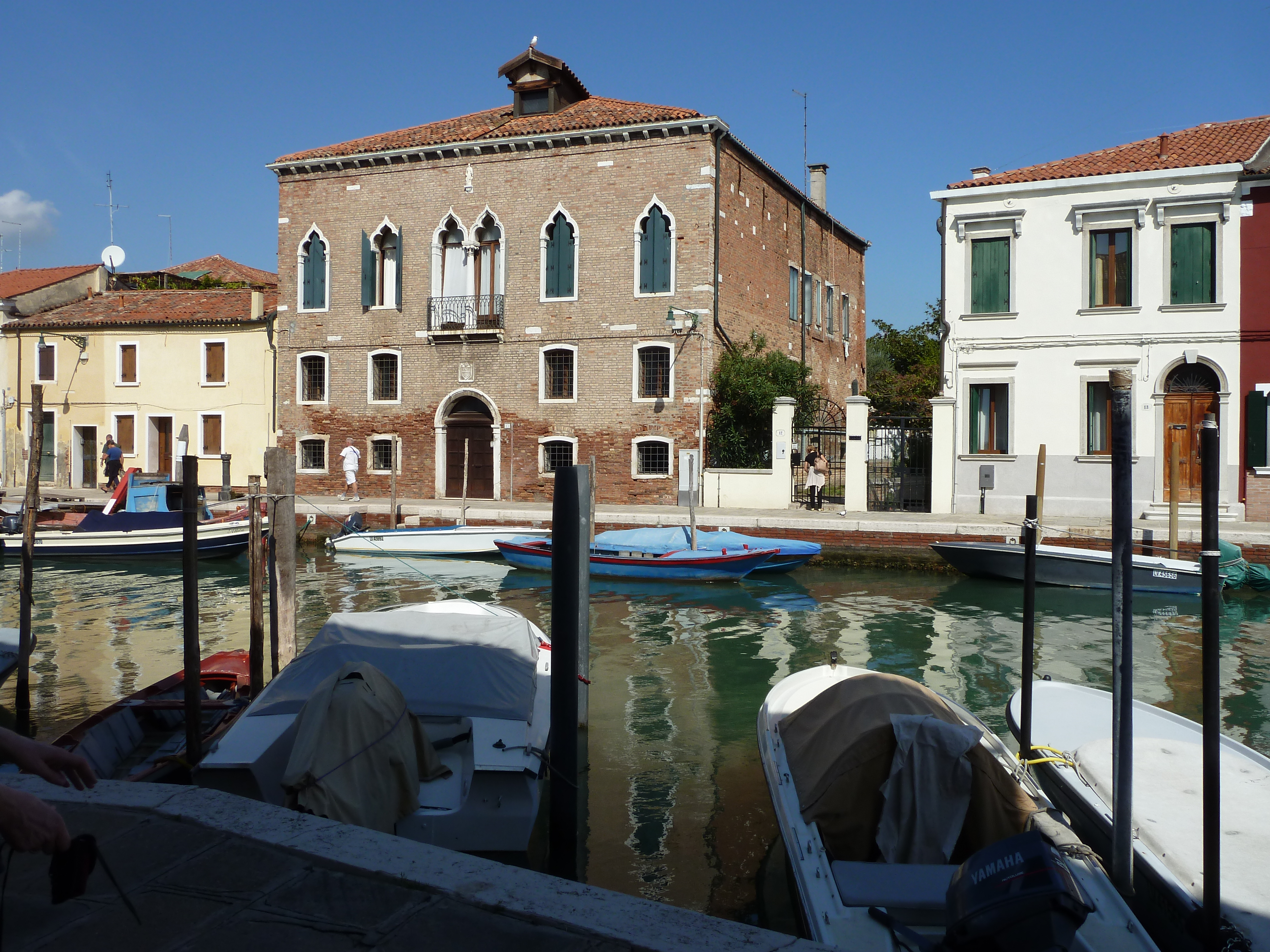
Le Palais Foscari-Demitri
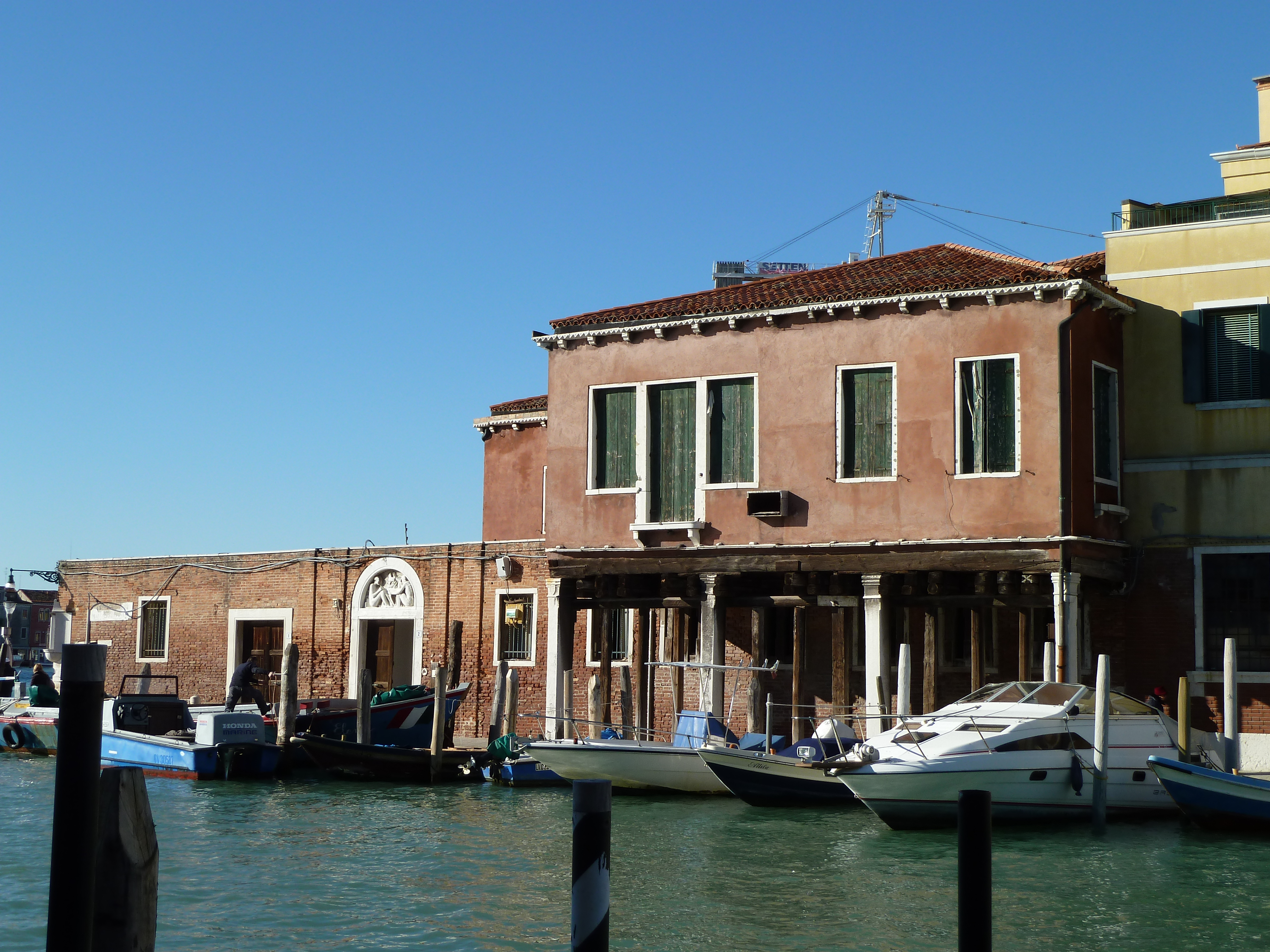
La casa Tiepolo

## Ponts

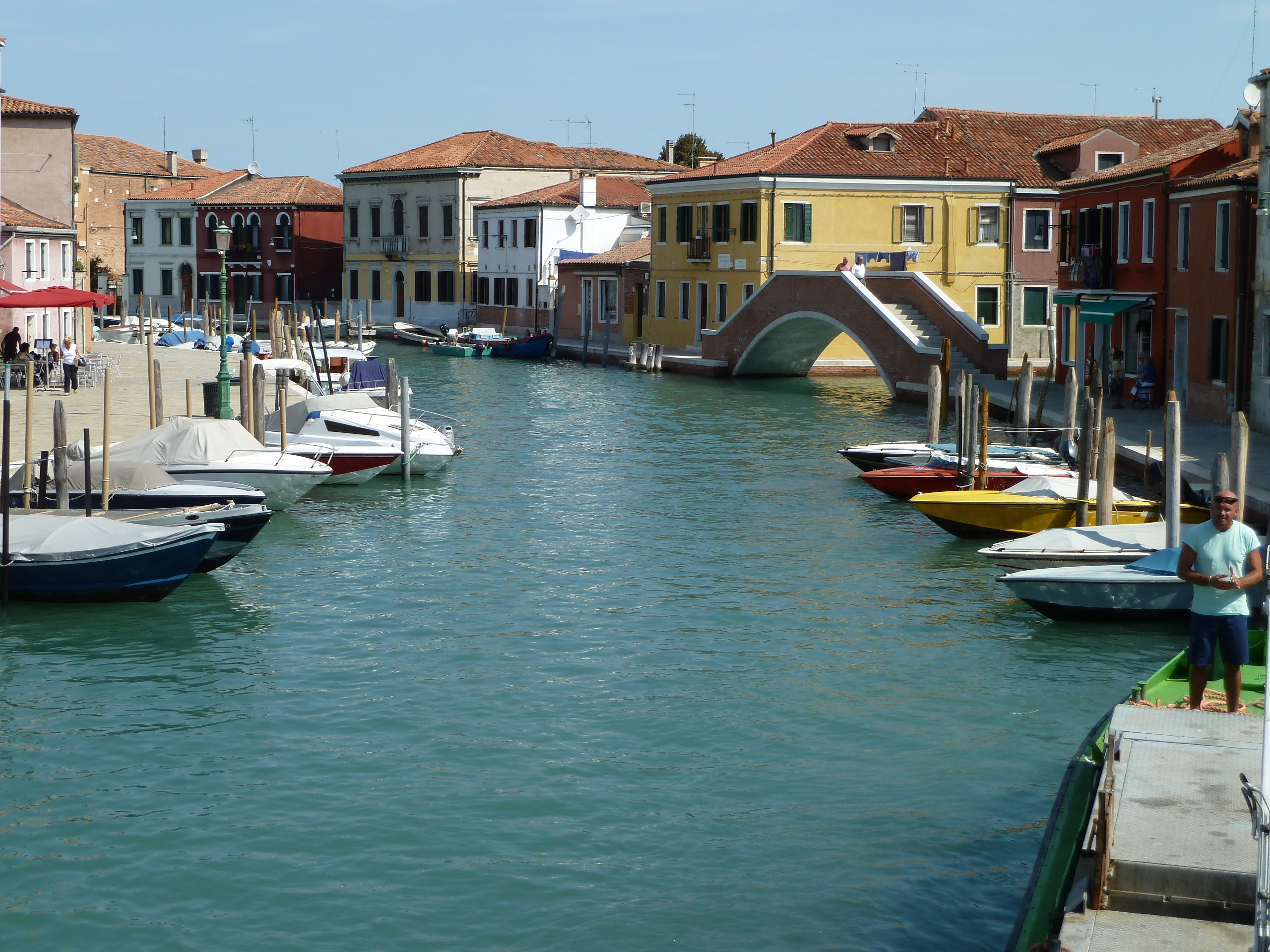
En face de la basilique Saint-Donatien, le pont San Martino traversant le canal Canal San Matteo longe le présent canal

Le Canal de San Donato est traversé par plusieurs ponts, du sud au nord :

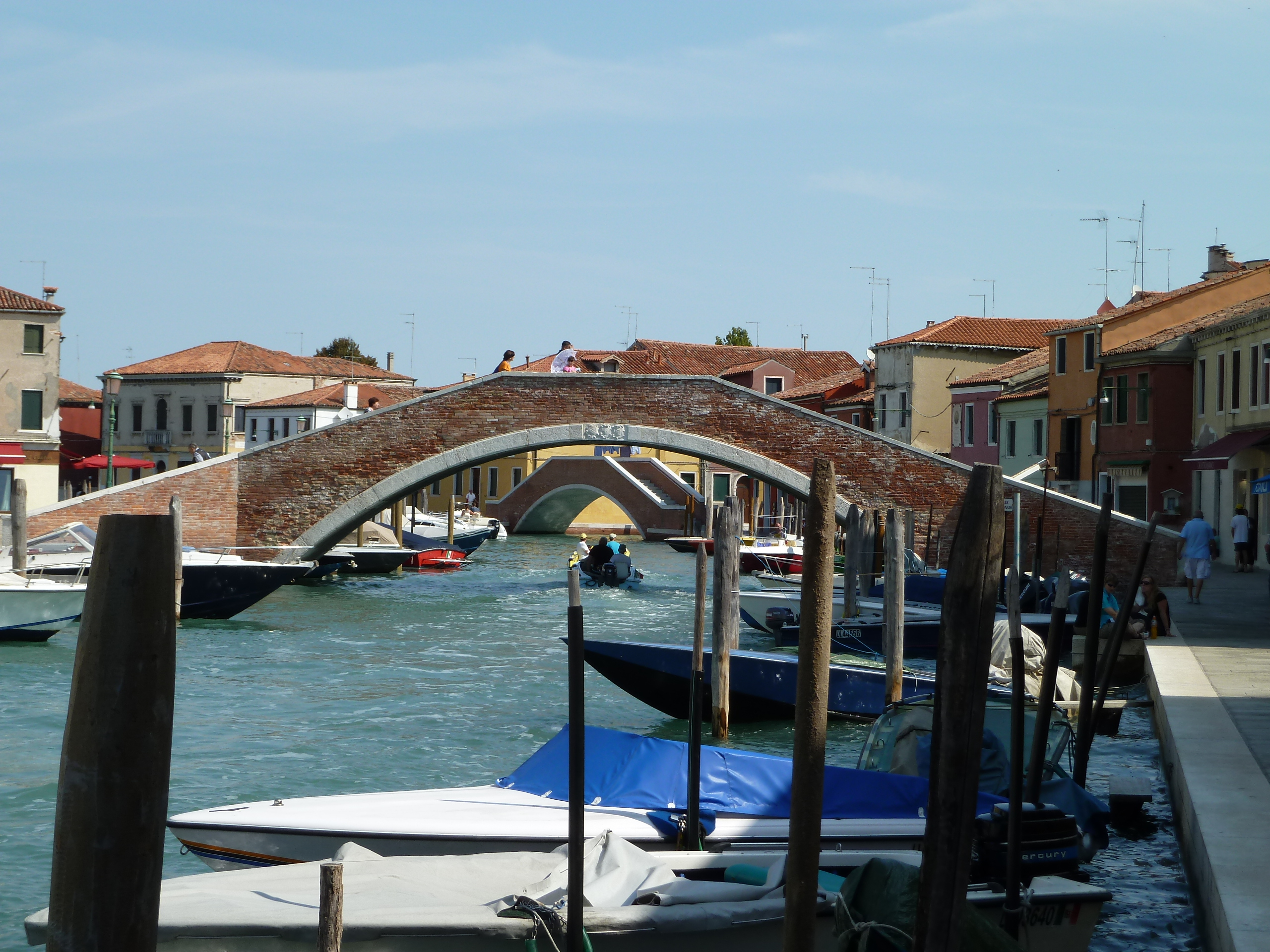
le pont San Donato (à hauteur de la basilique)
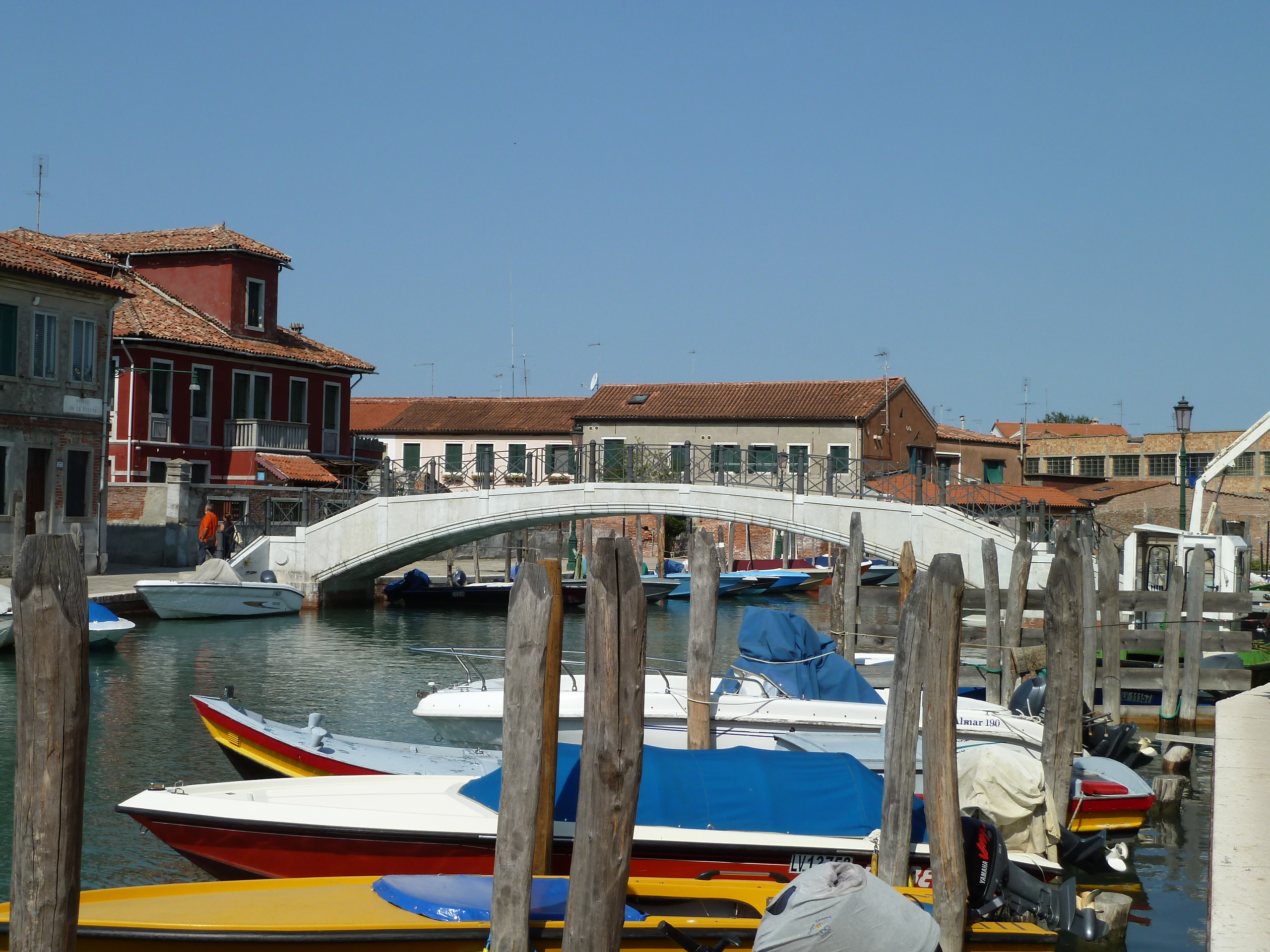
le pont delle Terese ou Zanetti (à hauteur du monastère Saints-Joseph-et-Thérèse)
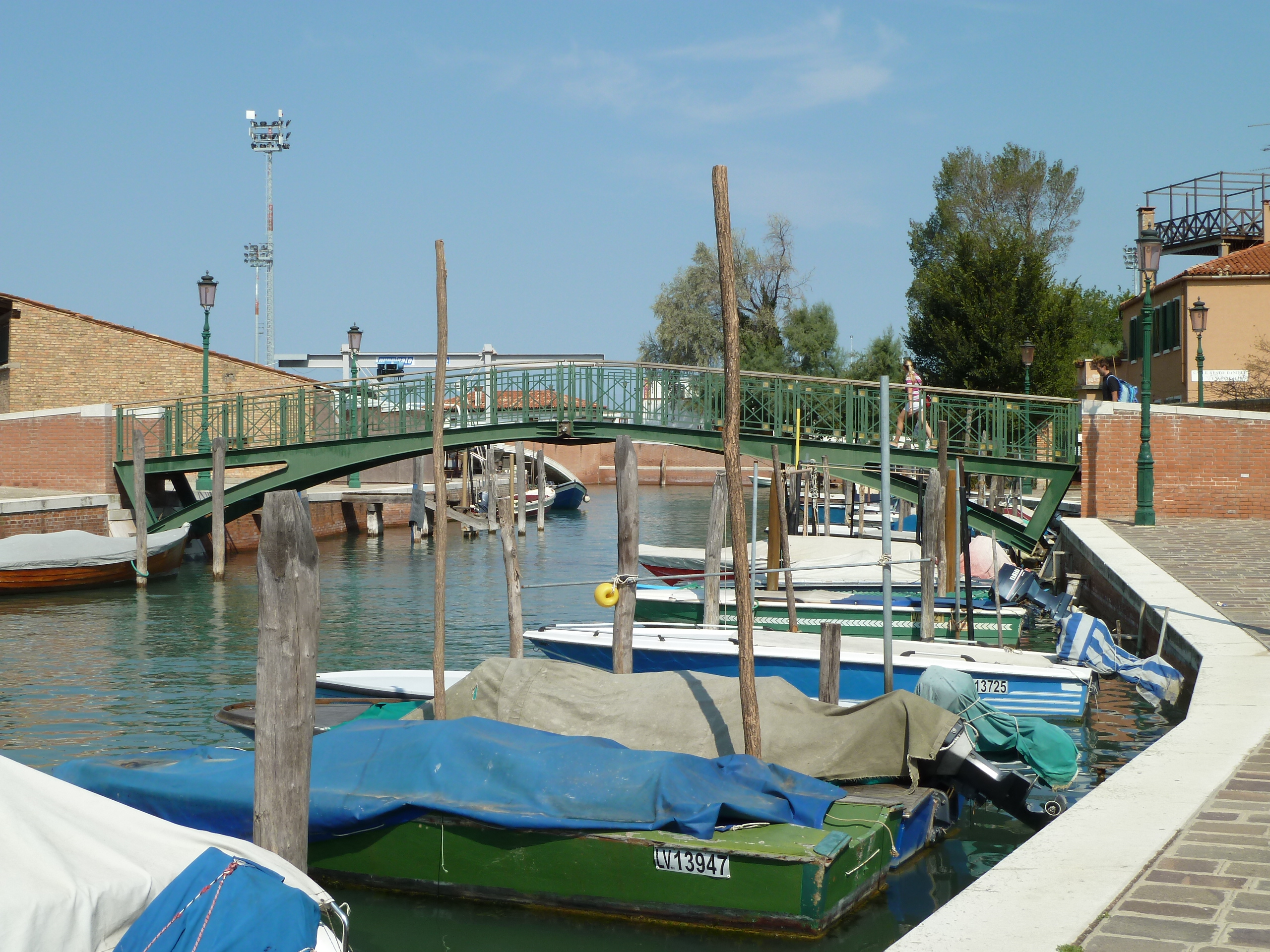
le pont Angelo Zaniol (à hauteur du monastère San Mattia)